# (30768) 1983 YK
1983 واي كي (ويعرف أيضًا باسم (30768) 1983 واي كي وفق تسمية الكوكب الصغير) (بالإنجليزية: 1983 YK)‏ هو كويكب ضمن حزام الكويكبات؛ وترتيبه 30768 من حيث الاكتشاف.
اكتُشف هذا الجُرم الفلكي بواسطة Giovanni de Sanctis ‏ في 29 ديسمبر 1983.

## وصلات خارجية
- (30768) 1983 YK في قاعدة بيانات مختبر الدفع النفاث لأجرام النظام الشمسي الصغيرة

- الاكتشاف · مخطط المدار ·  العناصر المدارية · المعلمات المادية

- (30768) 1983 YK على موقع ويكي سكاي: DSS2, SDSS, GALEX, IRAS, Hydrogen α, X-Ray, Astrophoto, Sky Map, Articles and images